# 楔形丽蚌
楔形丽蚌（学名：Lamprotula bazini）为蚌科丽蚌属的动物，俗名巴氏丽蚌、白玉蛤，是中国的特有物种。分布于江西、湖南等地，常生活于水深以及冬季不干枯的湖泊河流。